# Synagelides huangsangensis
Synagelides huangsangensis is een spinnensoort in de taxonomische indeling van de springspinnen (Salticidae).
Het dier behoort tot het geslacht Synagelides. De wetenschappelijke naam van de soort werd voor het eerst geldig gepubliceerd in 1998 door Peng et al..